# Néoïsme
 (janvier 2021).
 (janvier 2021).
La mise en forme du texte ne suit pas les recommandations de Wikipédia : il faut le « wikifier ».
Les points d'amélioration suivants sont les cas les plus fréquents :
- Les titres sont pré-formatés par le logiciel. Ils ne sont ni en capitales, ni en gras.
- Le texte ne doit pas être écrit en capitales (les noms de famille non plus), ni en gras, ni en italique, ni en « petit »…
- Le gras n'est utilisé que pour surligner le titre de l'article dans l'introduction, une seule fois.
- L'italique est rarement utilisé : mots en langue étrangère, titres d'œuvres, noms de bateaux, etc.
- Les citations ne sont pas en italique mais en corps de texte normal. Elles sont entourées par des guillemets français : « et ».
- Les listes à puces sont à éviter, des paragraphes rédigés étant largement préférés. Les tableaux sont à réserver à la présentation de données structurées (résultats, etc.).
- Les appels de note de bas de page (petits chiffres en exposant, introduits par l'outil «  Source ») sont à placer entre la fin de phrase et le point final[comme ça].
- Les liens internes (vers d'autres articles de Wikipédia) sont à choisir avec parcimonie. Créez des liens vers des articles approfondissant le sujet. Les termes génériques sans rapport avec le sujet sont à éviter, ainsi que les répétitions de liens vers un même terme.
- Les liens externes sont à placer uniquement dans une section « Liens externes », à la fin de l'article. Ces liens sont à choisir avec parcimonie suivant les règles définies. Si un lien sert de source à l'article, son insertion dans le texte est à faire par les notes de bas de page.
- La présentation des références doit suivre les conventions bibliographiques. Il est recommandé d'utiliser les modèles {{Ouvrage}}, {{Chapitre}}, {{Article}}, {{Lien web}} et/ou {{Bibliographie}}. Le mode d'édition visuel peut mettre en forme automatiquement les références.
- Insérer une infobox (cadre d'informations à droite) n'est pas obligatoire pour parachever la mise en page.

Pour une aide détaillée, merci de consulter Aide:Wikification.
Si vous pensez que ces points ont été résolus, vous pouvez retirer ce bandeau et améliorer la mise en forme d'un autre article.
Le néoïsme désigne un mouvement culturel inspiré du futurisme, du dadaïsme, du mouvement Internationale situationniste, du mouvement Fluxus et du punk, qui a vu le jour à Montréal le 22 mai 1979. Initié par l'artiste de performance et médiatique Itsvan Kantor (en), artiste canadien d'origine hongroise, le projet voit le jour dans la rue avec la distribution de tracts. Le tout premier, distribué au centre-ville de Montréal, au coin des rues Sherbrooke et McGill, scandait: "Néoïsme: un moyen pour s'évader de la prison de l'art; construire des situations ouvertes permettant à quiconque de contribuer, agir, réagir, détruire ou créer". En 1979, le "APT Festival Project" voit le jour : une semaine d'activités et de regroupement, de performances et de conférences. Un "réseau néoïste (Le WEB), basé sur la philosophie pratique de la «stratégie de la toile d'araignée»" commence à se former en 1980, qui se réunit entre autres à l'occasion de ces Festivals APT [appartement] à l'échelle locale et internationale. Il est à ce titre considéré parfois comme " le plus grand réseau artistique anti-autoritaire au monde". 
Ainsi le néoïme fait-il référence à un mouvement sous-culturel de performances artistiques et d'expérimentation de supports médias. De manière plus générale, il renvoie également à une philosophie artistique underground et DIY. Le néoïsme recourt à des pseudonymes et à des identités collectivement partagés pour produire des canulars, des paradoxes, du plagiat ou des faux. Il a créé de multiples définitions de lui-même souvent contradictoires, afin de défier la catégorisation et sa propre historicité. À ce titre, Itsvan Kantor, sous son pseudonyme "Monty Cantsin", affirme que "le mouvement est passé par des centaines de remaniements et, comme nous (les néoïstes) n'émettons jamais d'opinions, l'histoire du néoïsme peut être brûlée n'importe quand".

## Contexte
Les définitions du néoïsme ont toujours été contestées. À l'origine un concept indéfinissable, le néoïsme a donné lieu à différentes manifestations artistiques et à différents détournements de sa propre histoire. Toutefois, la naissance du mouvement au Canada en 1979, à l'initiative de l'artiste Istvan Kantor est incontestée. En collaboration étroite avec l'artiste en art postal David Zack,, né à la Nouvelle-Orléans le 12 juin 1938, et avec Maris Kundzins, Itsvan Kantor cofonde le projet intitulé "Monty Cantsin Open-Pop-Star" à Portland en 1978,. David Zack rejoindra également le mouvement néoïste au début des années 1980 et y restera actif jusqu'à son décès.

Des divisions apparaissent au sein du mouvement au milieu des années 1980. L'écrivain Stewart Home, auteur de Neoist Manifestos publié par AK Press, cherche à se séparer du reste du réseau néoïste, "le WEB".

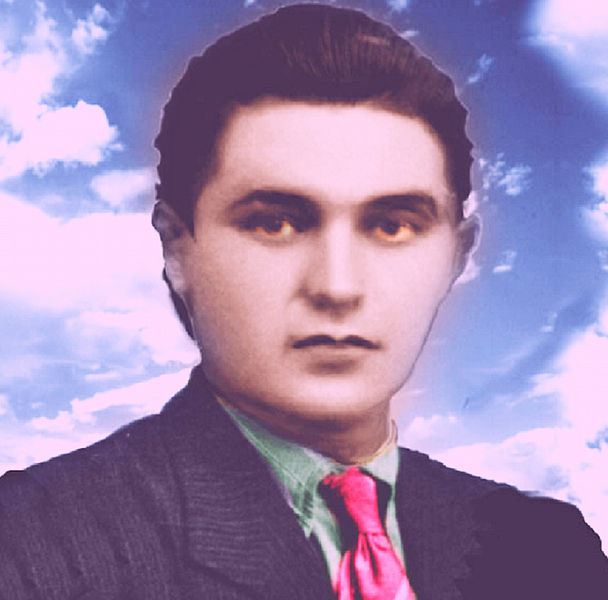
Luther Blissett est un nom à usage collectif, une "pop star ouverte" adoptée de manière informelle et partagée par des centaines d'artistes et de militants dans toute l'Europe et les Amériques depuis 1994.

## Histoire
Le néoïsme, en tant que mot, a été inventé en 1914 par le satiriste américain Franklin P. Adams comme une parodie des arts modernes. Sydney J. Bounds a utilisé ce mot comme nom d'une planète dans son histoire de science-fiction de 1977 intitulée No Way Back. 
En 1979, le nom est réinitialisé par l'artiste Istvan Kantor pour désigner un sous-culturalisme qui s'est développé à Montréal. En 1980, Kantor passe deux semaines au sein du magasin de l'artiste postal Ginny Lloyd à San Francisco, un projet d'art vivant, étalé sur une année, qui consiste à organiser des événements artistiques et des installations dans une vitrine de magasin. Kantor vit dans cet espace, compile des écrits et lance sa "Blood campaign".
Centré sur l'idée de la "pop star ouverte", "Open-Pop-Star" ou du "Monty Cantsin", c'est-à-dire un nom à usage collectif, le mouvement s'est d'abord répandu à Montréal, à New York et à Baltimore, le néoïsme a rapidement rejoint d'autres villes en Amérique, en Europe et en Australie. Jusqu'à la fin des années 1980 et avant la disponibilité massive d'Internet, le mouvement d'art postal a continué à être utilisé comme principal canal de communication et de propagande pour le néoïsme.
Les néoïstes qualifient leurs stratégies de « grande confusion » et de « jeu radical ». Elles ont été mises en scène dans des festivals d'appartements semi-privés qui ont eu lieu en Amérique du Nord, en Europe et en Australie entre 1980 et 1998 et dans des publications qui cherchaient à incarner la confusion et le jeu radical plutôt qu'à simplement les décrire. En conséquence, les festivals et les écrits « neoist » ont expérimenté un ébranlement radical de l'identité, des corps, des médias et des notions de propriété et de vérité. Contrairement aux courants postmodernes typiques, l'expérience était pratique et donc existentielle. Monty Cantsin, par exemple, n'était pas simplement un pseudonyme collectif ou une personne mythique, mais une identité vécue par les « neoists » dans leur vie quotidienne.
Pour ce faire, les « neoists » ont utilisé des performances, des vidéos, de petites publications de presse (comme Smile, le magazine international aux origines multiples) et des virus informatiques, mais aussi de la nourriture (chapati), des fers à vapeur flamboyants et des cintres métalliques (utilisés comme antennes télépathiques). Empruntant à Thomas Pynchon, le  pourrait être plus convenablement appelé un « miracle anarchiste » d'un réseau international de personnes très excentriques collaborant, souvent avec une intensité extrémiste, sous l'unique identité partagée de Monty Cantsin et du « neoism ».
En 2004, le « neoism » a été cité par Javier Ruis en réponse à la condamnation par l'Assemblée nationale contre le racisme des anarchistes perturbant la session du troisième Forum social européen sur l'anti-m et l'anti-racisme à Londres (PGA considéré comme le théâtre invisible du « neoism »).
Au début des années 1980, le néoiste Reinhard U. Sevol a fondé l'Anti-« neoism », que d'autres néoistes ont adopté en déclarant que le « neoism » était une pure fiction créée par des « anti-neoists ». Le « neoist » néerlandais Arthur Berkoff a opéré comme un mouvement d'une personne « neoism »/Anti-« neoism »/« Prépropérativisme ». De même, Blaster Al Ackerman s'est déclaré Salmineoist après l'acteur sicilien-américain Sal Mineo, et John Berndt a été crédité par Ackerman comme ayant donné au « neoism » le nom d'« Art espagnol », vers 1983. En 1989, après le « Festival du plagiat » post-neoist à Glasgow, en Écosse, l'artiste Mark Bloch a quitté le mail art et après avoir publié The Last Word, il est resté silencieux sur le « neoism » pendant presque deux décennies. En 1994, Stewart Home a fondé l'Alliance « neoist » comme un ordre occulte avec lui-même comme mage. En même temps, les activistes italiens du projet Luther Blissett ont opéré sous le nom d'Alleanza Neoista.
En 1997, le critique Oliver Marchart a organisé un « Congrès mondial « neoist » » à Vienne qui n'a impliqué aucun « neoist ». En 2001, l'Association professionnelle des artistes visuels dans la ville allemande de Wiesbaden s'est déclarée « neoist » [citation nécessaire] En 2004, Istvan Kantor a reçu le Prix du Gouverneur général et un "Festival du département « neoist »" international a eu lieu à Berlin.

## Influences et sous-cultures
Parmi les artistes qui ont participé aux festivals d'appartements du « neoist », on peut citer le jeune artiste de rue Richard Hambleton, l'écrivain et réalisateur Kirby Malone, l'artiste médiatique Niels Lomholt, l'artiste visuel Peter Below, l'artiste médiatique Bill Vorn et le mannequin et actrice Eugenie Vincent.
Les « jeux » « neoist » tels que les noms multiples, le plagiat et les farces ont été adoptés, souvent confondus avec le néoisme proprement dit et en mélangeant des concepts situationnistes, par d'autres sous-cultures telles que les campagnes Plagiat et Grève artistique 1990-1993 de la fin des années 1980 (déclenchée en grande partie par Stewart Home après qu'il eut quitté le réseau néoiste), Plunderphonics music, l'association psychogéographique londonienne refondée, l'association des astronautes autonomes, le projet Luther Blissett, le projet Michael K, la guérilla allemande de la communication, et, depuis la fin des années 1990, par certains artistes du net comme 0100101110101101. org.
Avec sa prank de design « CONSUMER'S REST Lounge Chair »,,,, le « Ein-Mann-Künstlergruppe » (groupe d'artistes d'un seul homme) Stiletto Studio,s, a établi en 1985, lors du 9e festival néoiste de Ponte Nossa et en 1988, lors du festival du plagiarisme de Braunschweig, un lien motivé par la sous-culture et la contre-culture entre les aspects déterminés par le néoiste de la critique de la consommation culturelle et les aspects critiques de la consommation de design du Neues Deutsches Design (Nouveau design allemand),,. Ils se sont également engagés dans un travail de relations publiques critique de la consommation médiatique sur l'aspect de l'Interpassivité dans les collaborations néoistes, notamment avec le principal théoricien du néoisme tENTATIVELY, a cONVENIENCE (cit. : "Neoism is a prefix and a suffix with no substance in between" (Le néoisme est un préfixe et un suffixe sans racine du mot entre les deux)),. 
D'autres artistes qui font explicitement référence au Néoisme, même si ce n'est que vaguement, sont le KLF, Luther Blissett, Alexander Brener/Barbara Schurz, Lee Wells et Luke Haines (de The Auteurs and Black Box Recorder). L'artiste néerlandais contemporain Thomas Raat a créé une série d'œuvres d'art basées sur des manifestes du « neoism » et des documents photographiques.
Le « neoism » est également mentionné brièvement dans le film I de David O. Russell de 2005, Huckabees. Le personnage de Dustin Hoffman prononce le mot sous son souffle en réponse à l'expérience de Jason Schwartzman sur « le truc de la couverture », qui est une méthode pour comprendre l'univers dérivé du fait d'être enfermé dans un sac mortuaire.